# Henry Stuckey (Bluesmusiker)
Henry „Son“ Stuckey (* 11. April 1898 oder 12. Dezember 1896 in Bentonia, Mississippi, USA; † 9. März 1966 in Jackson, Mississippi, USA) war ein US-amerikanischer Bluesgitarrist. Er gilt als „Vater des Bentonia Blues“, dessen bekannteste Vertreter Skip James, Jack Owens und Jimmy „Duck“ Holmes waren bzw. sind, die alle von ihm lernten.

## Biografie
Laut seinem Social-Security-Antrag wurde Henry Stuckey am 11. April 1898 in Bentonia geboren; seine Eltern waren Will Stuckey und Hattie Slater. In seiner weitläufigen Familie gab es etliche Bluesmusiker. Mit sieben Jahren lernte Stuckey die Grundlagen des Blues-Gitarrenspiels von einem gewissen Rich Dickson oder Dixon.
Während des Ersten Weltkrieges änderte er sein Geburtsdatum in 12. Dezember 1896, um in die US Army eintreten zu können. Als Soldat wurde Stuckey kurz vor Ende des Krieges in Frankreich eingesetzt, wo seine Einheit auch nach Kriegsende blieb. Er fuhr Lastwagen und Sanitätsfahrzeuge. Im Februar 1919 kehrte er mit seiner Einheit in die Staaten zurück.
Stuckeys Einsatz in Frankreich hatte Einfluss auf sein Gitarrenspiel, da er nach eigener Aussage schwarze Soldaten aus der Karibik kennenlernte, die eine offene Gitarrenstimmung verwendeten (vermutlich d- oder e-Moll), die er übernahm und für seine Bluessongs benutzte. Diese Art zu spielen vermittelte er Skip James, Jack Owens, Jimmy „Duck“ Holmes und anderen; es entstand der Bentonia Blues, bisweilen auch Bentonia-Schule oder Bentonia-Sound genannt.
Stuckey zog mit seiner Familie häufig um und kam mit anderen Bluesmusikern in Kontakt, darunter Charley Patton, B. B. King und Muddy Waters, wenn sie in der Nähe spielten. Es kam jedoch nie zu Aufnahmen mit Henry Stuckey, da er seine kinderreiche Familie nicht alleine lassen wollte. Jacques Roche (Stephen Colt) berichtete, dass Stuckey von Aufnahmen im Jahr 1935 erzählte, über die jedoch nichts bekannt ist. Stuckeys Tochter Mozelle erinnerte sich an eine Gruppe gutgekleideter weißer Männer, die Stuckey zu Aufnahmen überreden wollten, doch er wollte bei seinen Kindern bleiben. David Evans machte 1966 in Bentonia Aufnahmen mit Cornelius Bright und Jack Owens, doch Stuckey war sechs Monate zuvor verstorben. Vermutlich klingen die Aufnahmen, die Evans mit Cornelius Bright machte, am ehesten wie Stuckeys Musik. Wahrscheinlich schrieb Stuckey auch eigene Songs, die dann von anderen Musikern weiterentwickelt wurden, doch kann darüber nur spekuliert werden.
Stuckey erhielt bis zu seinem Lebensende eine monatliche Invaliditätsrente, möglicherweise wegen einer Verwundung während seines Militärdienstes. Er arbeitete auch als Pachtfarmer und spielte in Juke Joints, um seine Familie zu versorgen. Zeitweise betrieb er selbst ein Juke Joint.
Henry „Son“ Stuckey starb am 9. März 1966 im Veterans Administration Hospital in Jackson an Krebs.